# Rafael Arnaiz Barón
Rafael Arnaiz Barón, conhecido como Irmão Rafael (Província de Burgos-Espanha 9 de abril de 1911 - Monastério de Santo Isidro, Província de Palência-Espanha 26 de abril de 1938) foi um Monge da Ordem Trapista-Cisterciense. Mesmo tendo falecido jovem, é considerado um dos grandes místicos do Século XX. Foi canonizado pelo Papa Bento XVI em 11 de outubro de 2009.

## Infância e adolescência
Rafael foi o primeiro de quatro filhos nascidos da união de Dom Rafael Arnáiz, engenheiro e Dnª Mercedes Barón, colunista de jornal. Depois de Rafael, nasceram Fernando, Leopoldo e Mercedes. Era uma família rica e profundamente cristã. Aos nove anos (em outubro de 1920) Rafael ingressa no Colégio Jesuíta de La Merced, em Burgos. Em dezembro daquele mesmo ano, viria a contrair uma infecção bacteriana por Escherichia coli, sendo obrigado a interromper os estudos. Em abril de 1921, sua mãe o levou para Madri, onde ficaram hospedados na casa de sua avó materna para que se recuperasse da enfermidade. Ficaram em Madri por um mês, retornando a Burgos. Novos exames diagnosticaram que Rafael havia contraído Pleurisia. Em agosto, seu pai o levou a Saragoça para consagrá-lo à Nossa Senhora de Pilar em agradecimento pela cura de sua enfermidade. Em 1922, Dom Rafael se transfere com sua família para Oviedo, onde o menino Rafael continuaria seus estudos no Colégio Jesuíta de Santo Inácio.  Aos quinze anos, decide estudar desenho e pintura, sem contudo abandonar seus estudos no colégio.

## Despertar da vocação
Em 1929, conclui seus estudos secundários e em 26 de abril de 1930, ingressa na Escola Técnica Superior de Arquitetura de Madrid. Passa as férias de verão na fazenda de seus tios Leopoldo e Maria, Duque e Duquesa de Maqueda, nas proximidades de Ávila. Ao final das férias, tendo seu tio observado a espiritualidade de Rafael, o convida a conhecer o Monastério Trapista de Santo Isidro em Palência. Este primeiro contato com os monges trapistas teve uma grande influência no despertar da vocação à vida monástica de Rafael.

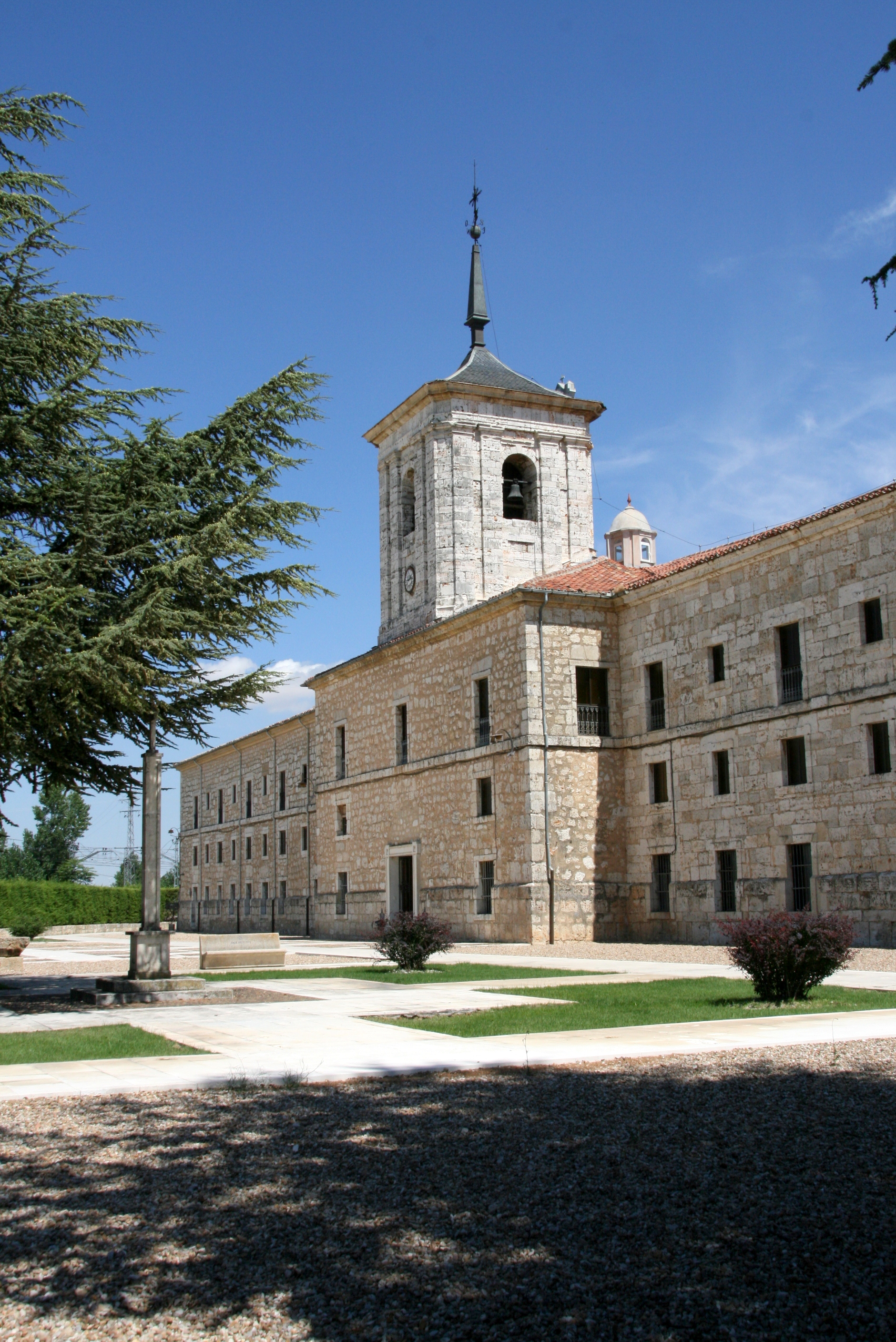
Monastério de Santo Isidro

## Iniciação monástica
Entre 17 e 26 de julho de 1932 realiza os Exercícios Espirituais de Santo Inácio de Loyola no Monastério de Santo Isidro. Em 17 de setembro fixa residência em Madri continuando o curso de Arquitetura até ser convocado para o serviço militar. Já era muito forte o seu desejo em seguir a vocação religiosa e ao fim do cumprimento do serviço militar, abandona o curso de Arquitetura, ingressando no noviciado do Monastério Trapista de Santo Isidro em 15 de janeiro de 1934, adotando o nome de Frei Maria Rafael. Permaneceu por quatro meses em estrita observação de todas as regras impostas pelos monges. Sentia profunda sintonia com os costumes monásticos do canto gregoriano e da Liturgia das Horas. Neste período escreveu muitas cartas à sua mãe, que posteriormente as reuniria em um livro após sua morte. Também escreveu cartas aos seus tios que o iniciaram na vida monástica e por quem tinha uma profunda amizade.

## Enfermidade e últimos anos de vida
Durante esta curta permanência de quatro meses no Monastério, foi acometido de Diabetes Mellitus o que o obrigou a retornar em 26 de maio de 1934 à casa de seus pais em Oviedo para se tratar. Entre 1934 e 1935 teve que alternar por diversas vezes sua permanência entre o Monastério e Oviedo por causa da doença. Em 11 de janeiro de 1936 é novamente aceito no Monastério, mas na condição de oblato pois, devido à sua enfermidade, não lhe é mais permitido aspirar ao noviciado nem fazer seus votos religiosos.
Em 29 de setembro de 1936 é convocado juntamente com outros jovens monges para servir nas frentes de combate da Guerra Civil Espanhola que havia começado em julho de 1936. Em 6 de dezembro daquele mesmo ano, retorna ao Monastério após ter sido declarado inapto para o combate. Em 7 de fevereiro de 1937, após ter se agravado novamente sua condição de saúde, retorna à casa dos pais. Em 15 de dezembro daquele mesmo ano decide voltar ao Monastério, renunciando definitivamente à comodidade e aos cuidados de sua casa. Não mais sairia do Monastério, vindo a falecer aos 26 de abril de 1938. Depois de solene funeral, seu corpo foi sepultado no cemitério da comunidade citerciense do Monastério.
Entre 16 de dezembro (dia seguinte ao seu retorno ao Monastério) e 17 de abril (um domingo de Páscoa, nove dias antes de sua morte) escreveu trinta e três cartas carregadas de profunda espiritualidade, já sentindo estar se aproximando a sua morte.
| “ | "Em nome do Deus Santo, tomo hoje a pena para que as minhas palavras, que se imprimem sobre a folha branca, sirvam de louvor perpétuo ao Deus bendito, autor da minha vida, da minha alma, do meu coração. Gostaria que o universo inteiro, com os planetas, todos os astros e os inúmeros sistemas estelares, fosse uma imensa extensão, polida e brilhante, onde eu pudesse escrever o nome de Deus. Gostaria que a minha voz fosse mais potente que mil trovões, mais forte que o estrépito do mar, e mais terrível que o bramido dos vulcões, para dizer apenas: Deus! Gostaria que o meu coração fosse tão grande como o céu, puro como o dos anjos, simples como o da pomba, para nele pôr Deus! Mas, dado que toda esta grandeza com que sonhaste não se pode tornar realidade, contenta-te com pouco e contigo, que não és nada, Irmão Rafael, porque o nada deve bastar-te [...]" | ” |

## Beatificação e canonização
- Agosto de 1989: Durante a Jornada Mundial da Juventude, em Santiago de Compostela, o Papa João Paulo II propõe aos jovens que tomem o Irmão Rafael como modelo de seguimento.[2]
- 7 de setembro de 1989: o Papa João Paulo II declara Venerável o Irmão Rafael.
- 18 de junho de 1990 a 13 junho de 1992: abertura, julgamento e aprovação do processo de Beatificação do Venerável Irmão Rafael.
- 27 de setembro de 1992: o Venerável Irmão Rafael é beatificado pelo Papa João Paulo II.[2]
- 9 de abril de 2005 a 06 de dezembro de 2008: abertura, julgamento e aprovação do processo de Canonização do Beato Irmão Rafael.
- 11 de outubro de 2009: o Beato Irmão Rafael é canonizado pelo Papa Bento XVI.[3]

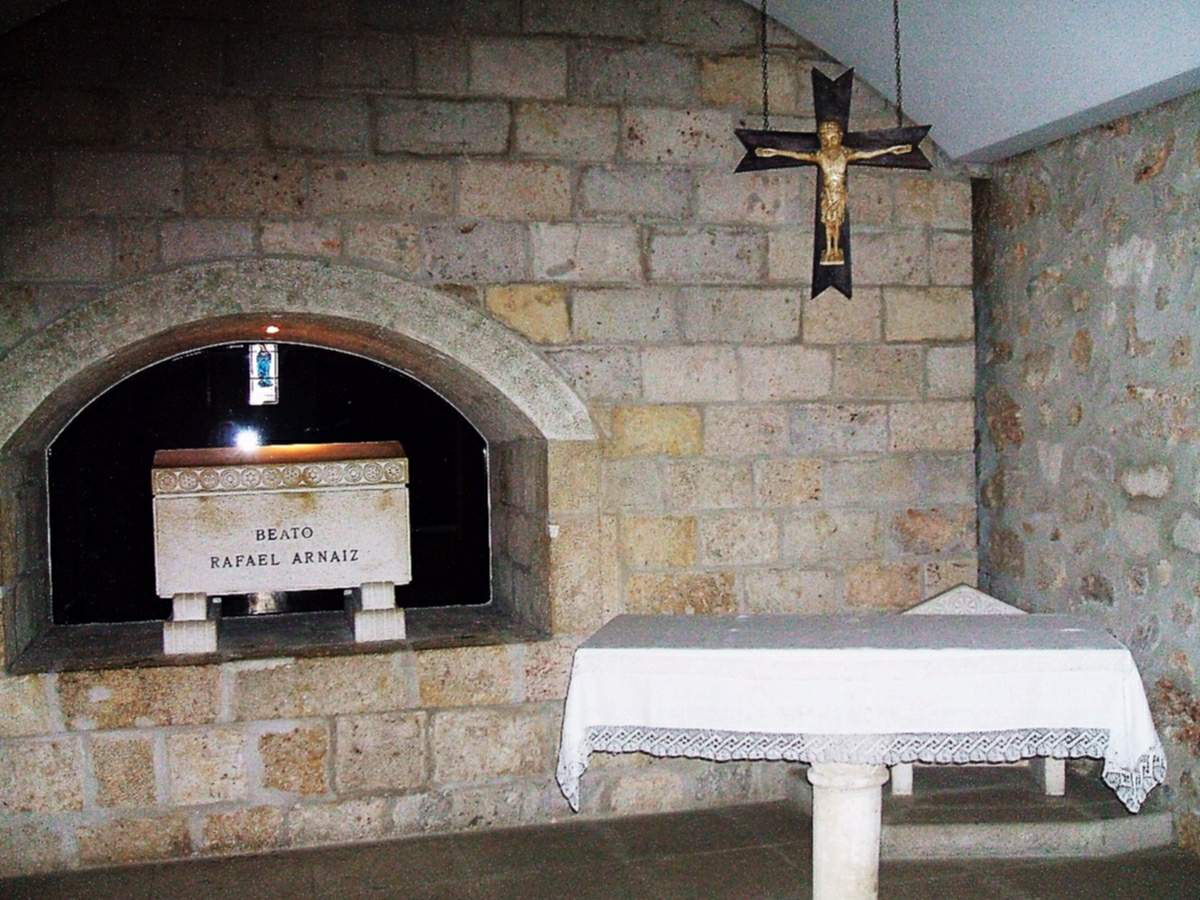
Capela dedicada ao Irmão Rafael no Monastério de Santo Isidro

## Milagre reconhecido
No processo de canonização, ante as evidências científicas e teológicas apresentadas, a Santa Sé confirmou como milagrosa a cura da madrilense Begoña Alonso León em janeiro de 2001, atribuída ao então Beato Irmão Rafael.
Tinha ela trinta anos na época e estava no quinto mês de uma complicada gravidez da menina Laura. Começou a sentir contrações e fortíssimas dores de cabeça, primeiros sintomas de uma eclampsia. No dia de Natal de 2000, aos sete meses de gravidez, Begoña foi internada no Hospital Gregorio Marañón em Madri, devido ao agravamento dos sintomas. Após uma ecografia, foi imediatamente encaminhada ao centro cirúrgico para realização da cesariana. Laura nasceu muito pequena com 1,2 kg e saudável mas segundo os médicos, Begoña não se salvaria. Foi encaminhada à UTI onde permaneceu por vinte e três dias. Foi diagnosticada a forma mais grave da Síndrome de HELLP. Ocorreram paralisações das funções hepáticas, renais, AVC. Porem, após doze dias na UTI, seu quadro clínico começou a evoluir inexplicavelmente. Assim descreve Begoña o que ocorreu a seguir:
| “ | Após vinte e três dias na UTI, os médicos simplesmente não estavam acreditando na minha evolução. Tudo se havia normalizado de forma milagrosa, graças às orações de uma grande amiga, Josefa González Cuevas, que chamo carinhosamente de Pepita. Durante minha enfermidade, Pepita procurou a então recém construída igreja dedicada ao Beato Irmão Rafael em Burgos para pedir sua intercessão pela minha cura. Também oraram por mim os monges do Monastério de San Isidro, a pedido de uma religiosa parente de Pepita. Estou convencida de que foi um milagre, ninguém além de mim sabe como eu estive e pelo que passei. Ao agradecer os médicos pelo que tinham feito por mim, me disseram que não haviam feito nada, que tudo tinha sido feito por mim mesma. | ” |

No início de 2009, Begoña escreveu um livro sobre esta sua experiência, "El Milagro del Hermano Rafael". Esteve presente na cerimônia de canonização do Beato Irmão Rafael em 11 de outubro de 2009.